# Marx/Engels Collected Works

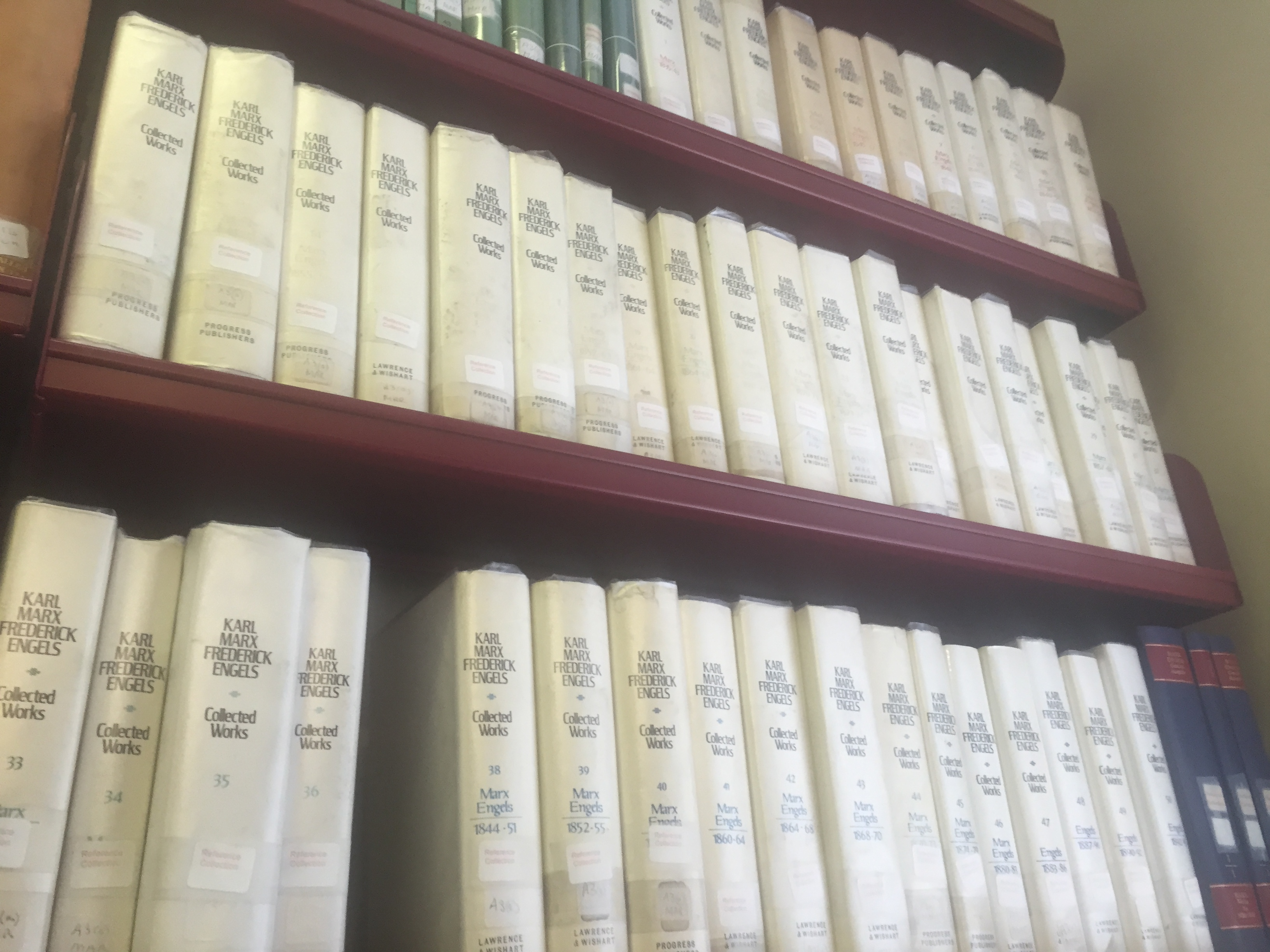
Volúmenes Marx/Engels Collected Works en una estantería.

Marx/Engels Collected Works (también conocido como MECW) es la mayor colección existente de traducciones inglesas de las obras de Karl Marx y Friedrich Engels. Sus 50 volúmenes contienen publicaciones de Marx y Engels publicadas durante sus vidas, muchos manuscritos inéditos de los escritos económicos de Marx y una extensa correspondencia personal. Las Obras Completas, compiladas en su mayor parte por el Instituto de Marxismo-Leninismo del CC PCUS, fueron publicadas entre 1975 y 2004 por Progress Publishers (1931, Moscú) en colaboración con Lawrence and Wishart (1936, Londres) e International Publishers (1924, ciudad de Nueva York).

## Historia y descripción general

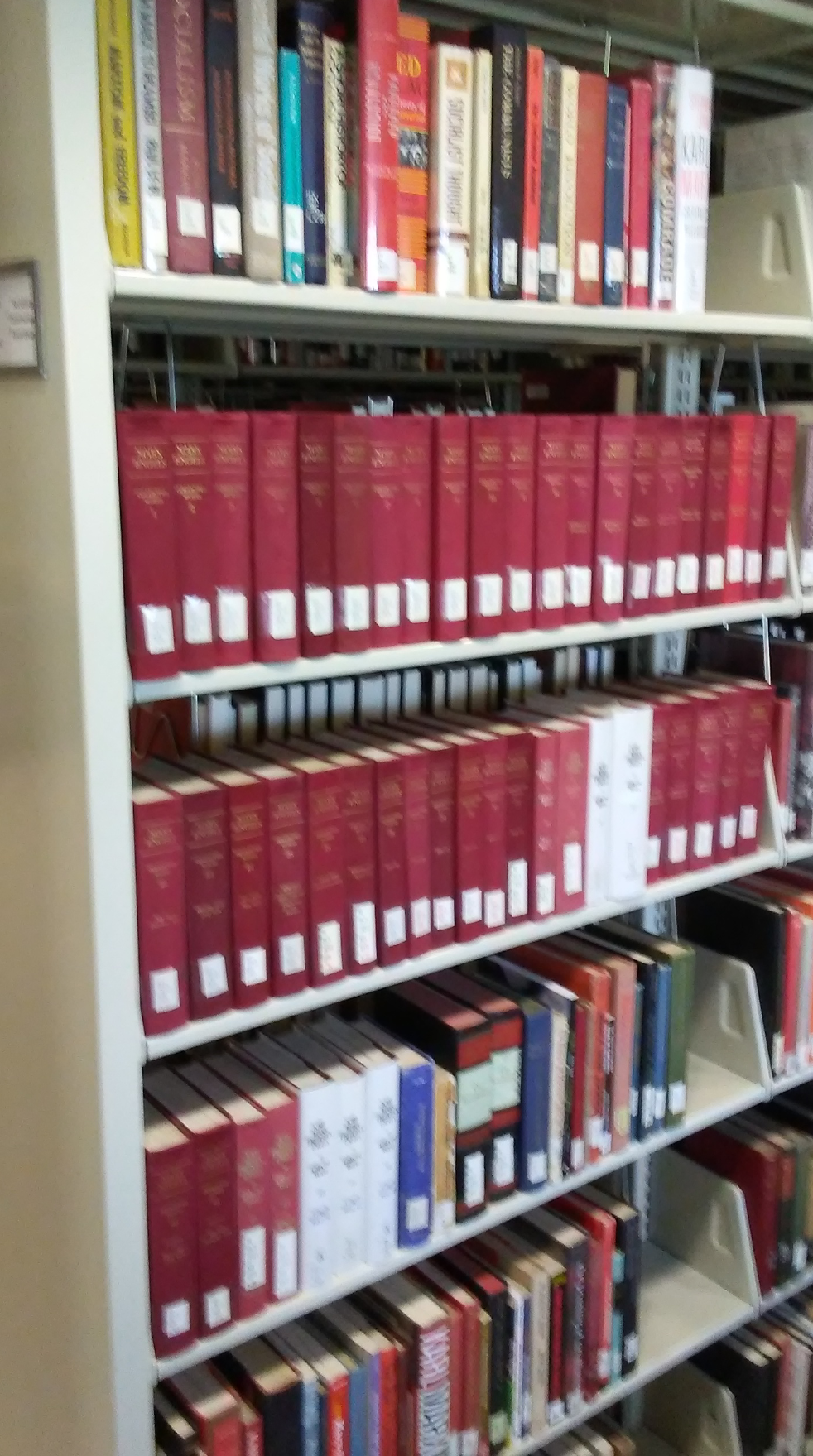
Volúmenes de MECW, la mayoría sin sus típicas sobrecubiertas blancas, en una biblioteca.

Aunque alrededor de un tercio de las obras de Marx y Engels fueron escritas originalmente en inglés y parcialmente publicadas en la prensa británica o estadounidense, la gran mayoría de su legado literario no fue recopilada, traducida (cuando fue necesario) y puesta a disposición en un formato extenso. Edición en inglés durante décadas después de su muerte.
En la Unión Soviética ya se compilaron colecciones completas de las obras de Marx y Engels en las décadas de 1920 y 1930 (una edición completa abortada, MEGA1, así como una primera edición rusa en 28 volúmenes, Sochineniya1). Pero sólo después de la publicación de nuevas ediciones en ruso y alemán en las décadas de 1950 y 1960 (Sochineniya2 y Marx-Engels-Werke con 39 volúmenes básicos y algunos más suplementarios más adelante), los editores soviéticos comenzaron a preparar una edición en inglés con la ayuda de las editoriales de los partidos comunistas de Gran Bretaña y Estados Unidos y de traductores de estos países.
Después de que los representantes de las tres partes (el Instituto de Marxismo-Leninismo y los Editores del Progreso de Moscú, los Comités Centrales de los Partidos Comunistas de Gran Bretaña y Estados Unidos y sus editores Lawrence y Wishart de Londres, y la Internacional Publishers, Nueva York) en una conferencia celebrada en Moscú en diciembre de 1969, el primer volumen de la nueva edición se publicó en 1975.
Antes de la caída de la URSS se publicaron más de cuarenta volúmenes; los pocos restantes se completaron y publicaron en 2004 (V. 50).
Gran parte de los primeros escritos de ambos autores, muchos de sus artículos periodísticos (por ejemplo, del Neue Rheinische Zeitung 1848-49) y la mayoría de sus cartas, así como muchos de los manuscritos económicos de Marx, se publicaron en inglés por primera vez en las Obras Completas. En total, los 50 volúmenes comprenden 1.968 obras y otros documentos (de los cuales 805 se publicaron en inglés por primera vez) y 3.957 cartas (de las cuales 2.283 nunca antes se habían publicado en inglés).
Las Obras Completas consisten en escritos de Marx entre 1835 y su muerte en 1883, y de Engels entre 1838 y su muerte en 1895. Los primeros volúmenes (V. 1-2) incluyen obras de su juventud, como la correspondencia entre Marx y su padre, la poesía de Marx y cartas de Engels a su hermana. La edición también contiene varias obras importantes y conocidas de Marx y Engels, como La situación de la clase obrera en Inglaterra (V. 4), El manifiesto comunista (V. 6), El decimoctavo brumario de Luis Napoleón (V. 11) y Anti-Dühring (V. 25).
La colección se divide en tres partes. Los volúmenes 1-27 recopilan los escritos políticos, filosóficos, históricos y periodísticos de los autores, en orden cronológico. Los volúmenes 28-37 recopilan específicamente los escritos de Marx sobre economía política, incluida una gran cantidad de borradores y manuscritos que culminaron en los tres volúmenes de El capital (V. 35-37). Finalmente, los volúmenes 38-50 recogen las cartas y correspondencia personal de los autores.

## Contenido por volumen
Aunque la mayoría de los volúmenes del MECW incluyen material escrito por Marx y Engels (ya sea por separado o como coautores), una gran minoría de volúmenes están dedicados a material escrito por un solo autor. Las marcas de verificación rojas indican la presencia del autor en un volumen, mientras que las marcas X negras indican que el trabajo del autor está ausente. Aunque los volúmenes suelen contener una gran variedad de material, a continuación sólo se enumeran los principales elementos seleccionados, a modo de ilustración.
| Volume | Marx | Engels | Period     | Pub. Date | Major Contents |
| ------ | ---- | ------ | ---------- | --------- | --- |
| 1      | Sí   | No     | 1835–1843  | 1975      | Primeros escritos de Marx, incluida la tesis doctoral Diferencia entre la filosofía de la naturaleza de Demócrito y la de Epicuro      |
| 2      | No   | Sí     | 1838–1842  | 1975      | Primeros escritos de Engels |
| 3      | Sí   | Sí     | 1843–1844  | 1975      | Los primeros escritos de ambos, incluido el Manuscritos económicos y filosóficos de 1844, Crítica de la filosofía del derecho de Hegel |
| 4      | Sí   | Sí     | 1844–1845  | 1975      | La sagrada familia, La situación de la clase obrera en Inglaterra                                                                      |
| 5      | Sí   | Sí     | 1845–1847  | 1976      | La ideología alemana, Tesis sobre Feuerbach                                                                                            |
| 6      | Sí   | Sí     | 1845–1848  | 1976      | Manifiesto del Partido Comunista, La miseria de la filosofía, Principios del Comunismo                                                 |
| 7      | Sí   | Sí     | 1848       | 1977      | Artículos para Nueva Gaceta Renana |
| 8      | Sí   | Sí     | 1848–1849  | 1977      | Artículos para Nueva Gaceta Renana |
| 9      | Sí   | Sí     | 1849       | 1977      | Artículos para Nueva Gaceta Renana |
| 10     | Sí   | Sí     | 1849–1851  | 1978      | Las luchas de clases en Francia de 1848 a 1850, Las guerras campesinas en Alemania                                                     |
| 11     | Sí   | Sí     | 1851–1853  | 1979      | El 18 de brumario de Luis Bonaparte, Revolución y contrarrevolución en Alemania                                                        |
| 12     | Sí   | Sí     | 1853–1854  | 1979      | Artículos de periódicos sobre política global y otros escritos, incluidos La guerra civil en los Estados Unidos                        |
| 13     | Sí   | Sí     | 1854–1855  | 1980      | Artículos de periódicos sobre política global y otros escritos, incluidos La guerra civil en los Estados Unidos                        |
| 14     | Sí   | Sí     | 1855–1856  | 1980      | Artículos de periódicos sobre política global y otros escritos, incluidos La guerra civil en los Estados Unidos                        |
| 15     | Sí   | Sí     | 1856–1858  | 1986      | Artículos de periódicos sobre política global y otros escritos, incluidos La guerra civil en los Estados Unidos                        |
| 16     | Sí   | Sí     | 1858–1860  | 1980      | Artículos de periódicos sobre política global y otros escritos, incluidos La guerra civil en los Estados Unidos                        |
| 17     | Sí   | Sí     | 1859–1860  | 1981      | Artículos de periódicos sobre política global y otros escritos, incluidos La guerra civil en los Estados Unidos                        |
| 18     | Sí   | Sí     | 1857–1862  | 1982      | Artículos de periódicos sobre política global y otros escritos, incluidos La guerra civil en los Estados Unidos                        |
| 19     | Sí   | Sí     | 1861–1864  | 1984      | Artículos de periódicos sobre política global y otros escritos, incluidos La guerra civil en los Estados Unidos                        |
| 20     | Sí   | Sí     | 1864-1868  | 1985      | Artículos y escritos sobre la Primera Internacional, Salario, precio y ganancia (V. 20)                                                |
| 21     | Sí   | Sí     | 1867– 1870 | 1985      | Artículos y escritos sobre la Primera Internacional, Salario, precio y ganancia (V. 20)                                                |
| 22     | Sí   | Sí     | 1870–1871  | 1986      | Artículos y escritos sobre la Primera Internacional, Salario, precio y ganancia (V. 20)                                                |
| 23     | Sí   | Sí     | 1871–1874  | 1988      | Artículos y escritos sobre la Primera Internacional, Salario, precio y ganancia (V. 20)                                                |
| 24     | Sí   | Sí     | 1874–1883  | 1989      | Crítica del Programa de Gotha, Del socialismo utópico al socialismo científico                                                         |
| 25     | No   | Sí     | —          | 1987      | Anti-Dühring, Dialéctica de la naturaleza                                                                                              |
| 26     | No   | Sí     | 1882–1889  | 1990      | El origen de la familia, la propiedad privada y el Estado, Ludwig Feuerbach y el fin de la filosofía clásica alemana                   |
| 27     | No   | Sí     | 1890–1895  | 1990      | Escritos políticos tardíos de Engels                                                                                                   |
| 28     | Sí   | No     | 1857–1861  | 1986      | Grundrisse, Una contribución a la crítica de la economía política                                                                      |
| 29     | Sí   | No     | 1857– 1861 | 1987      | Grundrisse, Una contribución a la crítica de la economía política                                                                      |
| 30     | Sí   | No     | 1861–1863  | 1988      | Manuscritos económicos de 1861-1863, que incluyen Teorías sobre la plusvalía                                                           |
| 31     | Sí   | No     | 1861–1863  | 1989      | Manuscritos económicos de 1861-1863, que incluyen Teorías sobre la plusvalía                                                           |
| 32     | Sí   | No     | 1861–1863  | 1989      | Manuscritos económicos de 1861-1863, que incluyen Teorías sobre la plusvalía                                                           |
| 33     | Sí   | No     | 1861–1863  | 1991      | Manuscritos económicos de 1861-1863, que incluyen Teorías sobre la plusvalía                                                           |
| 34     | Sí   | No     | 1861–1864  | 1994      | Manuscritos económicos de 1861-1863, que incluyen Teorías sobre la plusvalía                                                           |
| 35     | Sí   | No     | —          | 1996      | El capital, tomo I |
| 36     | Sí   | No     | —          | 1997      | El capital, tomo II |
| 37     | Sí   | No     | —          | 1998      | El capital, tomo III |
| 38     | Sí   | Sí     | 1844– 1851 | 1982      | Correspondencia |
| 39     | Sí   | Sí     | 1852–1855  | 1983      | Correspondencia |
| 40     | Sí   | Sí     | 1856–1859  | 1983      | Correspondencia |
| 41     | Sí   | Sí     | 1860–1864  | 1985      | Correspondencia |
| 42     | Sí   | Sí     | 1864–1868  | 1987      | Correspondencia |
| 43     | Sí   | Sí     | 1868–1870  | 1988      | Correspondencia |
| 44     | Sí   | Sí     | 1870–1873  | 1989      | Correspondencia |
| 45     | Sí   | Sí     | 1874-1879  | 1991      | Correspondencia |
| 46     | Sí   | Sí     | 1880–1883  | 1992      | Correspondencia |
| 47     | No   | Sí     | 1883–1886  | 1995      | Correspondencia |
| 48     | No   | Sí     | 1887–1890  | 2001      | Correspondencia |
| 49     | No   | Sí     | 1890–1892  | 2001      | Correspondencia |
| 50     | No   | Sí     | 1892–1895  | 2004      | Correspondencia |

## Diferencias con otras colecciones de Marx/Engels
Aunque las MECW son la traducción al inglés más completa de la obra de Marx y Engels, no es su obra completa . Se espera que un proyecto en curso para publicar las obras completas de la pareja en su idioma original (Marx-Engels-Gesamtausgabe) requiera 114 volúmenes.  Sin embargo, como MEGA se diferencia del MECW especialmente en el contenido, ya que presenta numerosos extractos y notas en su cuarta sección, publica las cartas de terceros a Marx y Engels e imprime varias ediciones de las mismas obras (por ejemplo, El Capital ), la inmensa mayoría de los escritos, manuscritos y cartas publicados de Marx y Engels están en cualquier caso incluidos en MECW.